# Милани, Аурелиано
Аурелиано Милани (итал. Aureliano Milani; 1675, Болонья —1749, Рим) — итальянский живописец, рисовальщик и гравёр академического направления болонской школы. Работал в Болонье и Риме.

## Биография
Аурелиано Милани происходил из бедной семьи, рисунку и живописи учился у своего дяди по отцовской линии, Джулио Чезаре Милани, затем продолжил обучение у болонских художников Лоренцо Пазинелли (1629—1700) и Чезаре Дженнари (1637—1688).
Аурелиано женился в двадцать четыре года и будучи не в состоянии содержать семью из десяти детей в Болонье, он в 1718 году переехал в Рим и оставался там долгие годы. В Риме было больше заказов на картины. Там он написал «Обезглавленного Иоанна Крестителя» для церкви Бергамаски, а также стал получать заказы вместе с Доменико Марии Муратори и Донато Крети.
Милани придерживался маньеристического стиля болонской школы, разработанного в Академии дельи- Инкамминати братьями Карраччи. Он изучал произведения, находившиеся в доме своего покровителя графа Алессандро Фавы, а также присутствующие в коллекциях Палаццо Маньяни в Болонье. Он сделал копию картины Аннибале Карраччи «Воскресение» и с этой же картины нарисовал несколько деталей.
Отец-сервит Джамбаттиста Бернарди, ещё один из покровителей художника, поручил ему украшение фресками сервитского монастыря Сантиссима Аннунциата, недалеко от базилики Санта-Мария-деи-Серви. Известность художника ширилась, и герцог Пармский заказал ему несколько картин. Милани читал Вергилия, особенно его поразил эпизод сражения Энея с Турном, который он часто изображал в рисунках и картинах.
Кардинал Камилло Паолуччи поручил ему написать фрески для церкви Сан-Панкрацио в Альбано. Милани писал алтарные образы для церкви в Бергамо, базилики Сан-Джованни и Паоло аль Челио (титулярная церковь кардинала Камилло Паолуччи) и церкви Маддалена. Картины работы Аурелиано Милани: "Пеллегрино Лациози, исцелённый Искупителем (1725), «Исцеление слепого ребёнка» и «Чудо огненной Мадонны» находятся в капелле Сан-Пеллегрино Лациози в церкви Сан-Марчелло-аль-Корсо. В 1733 году Аурелиано Милани по поручению принца Камилло Памфили-Альдобрандини расписал фресками новую Зеркальную галерею Палаццо Дориа-Памфили на Виа дель Корсо, построенную архитектором Габриэле Вальвассори. В центре свода представлена грандиозная «Гигантомахия», а по сторонам — истории подвигов Геракла.
Милани много рисовал, в частности, в технике чёрного мела, или итальянского карандаша с белилами. Он также гравировал офортом на меди.
Аурелиано в течение многих лет преподавал в Болонье, и среди его учеников были Джузеппе Маркези (известный прозванием «Самсон») и Антонио Джонима.

## Галерея

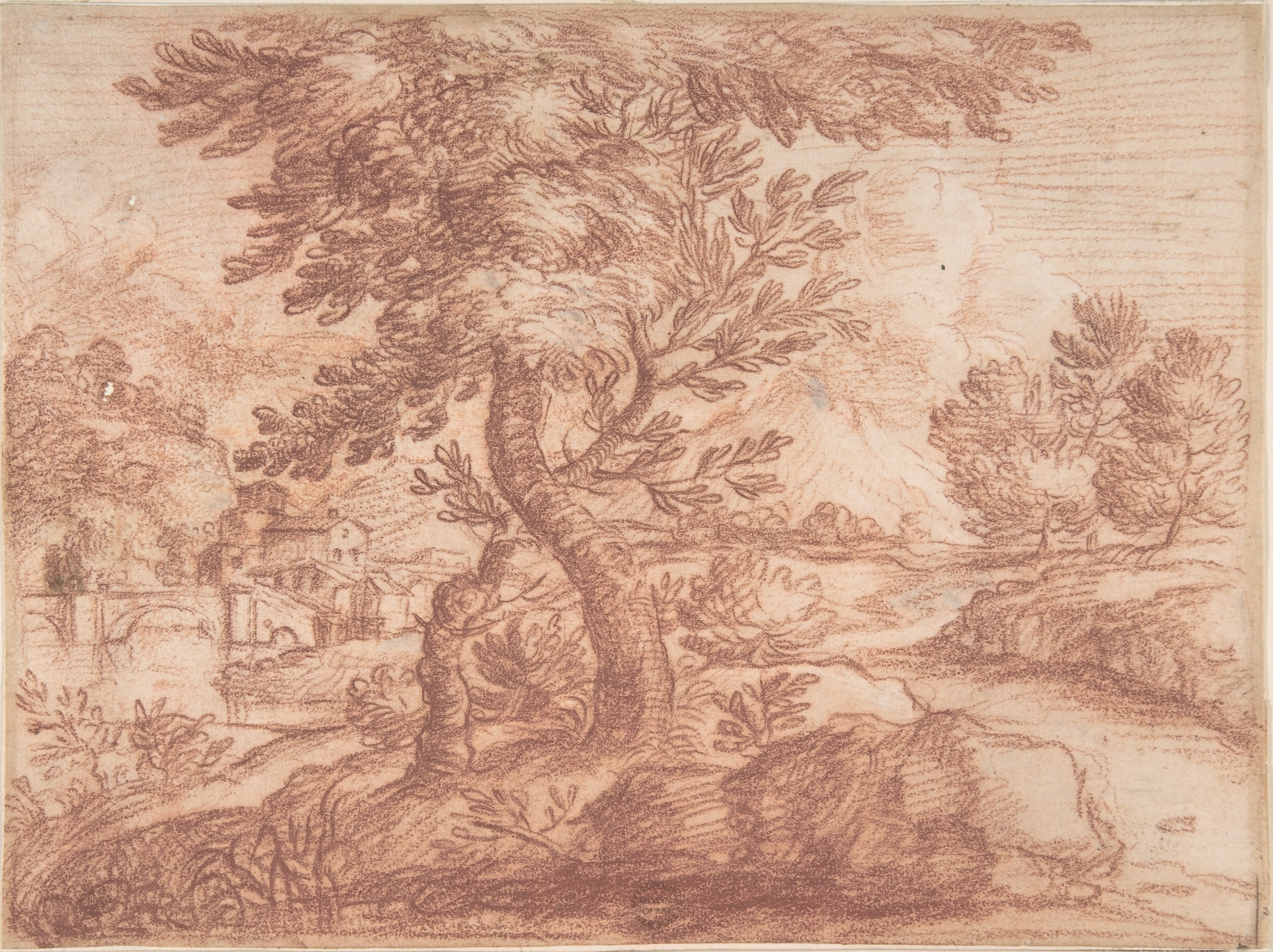
Пейзаж. Бумага, сангина. Метрополитен-музей, Нью-Йорк
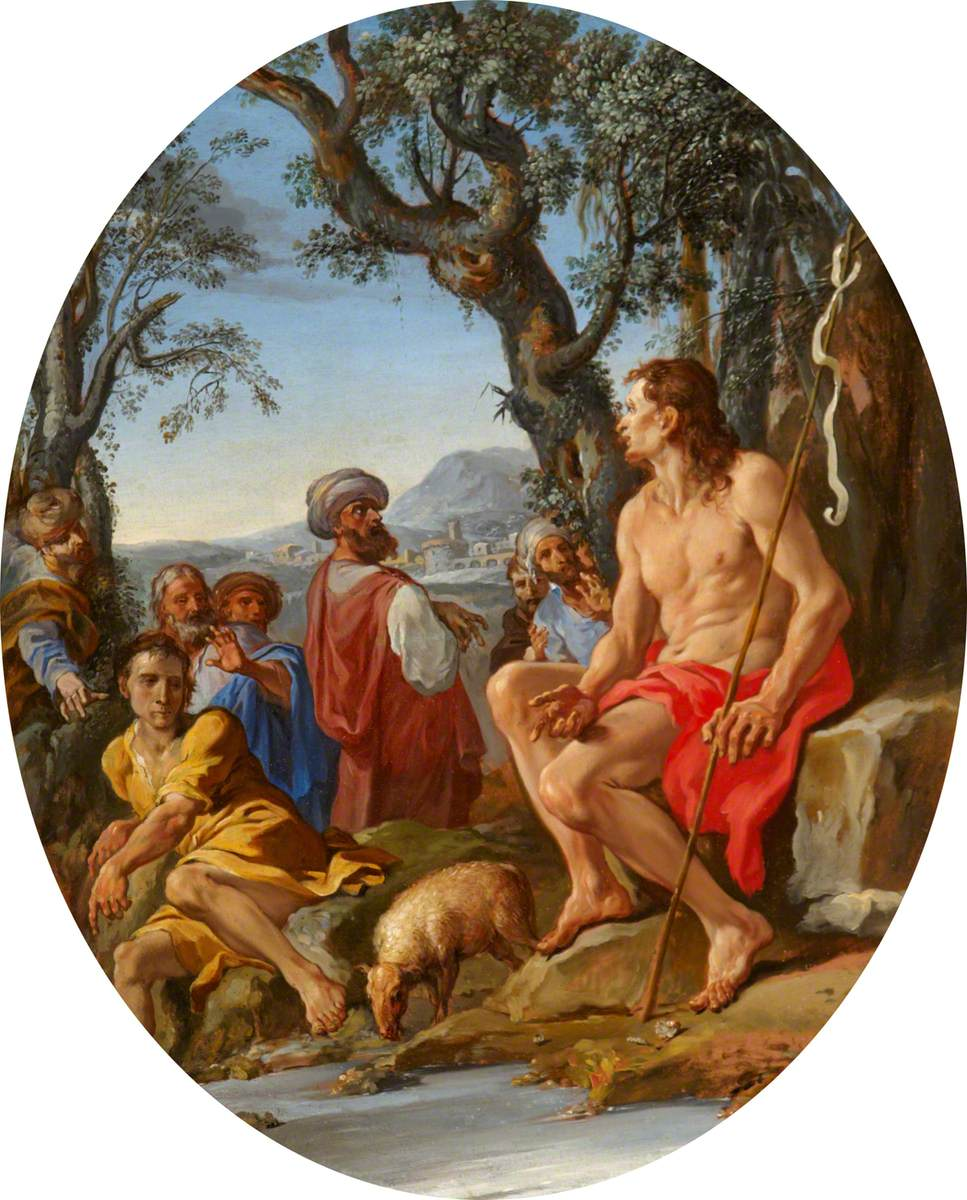
Проповедь Святого Иоанна Крестителя. 1738. Холст, масло. Национальный фонд, Великобритания
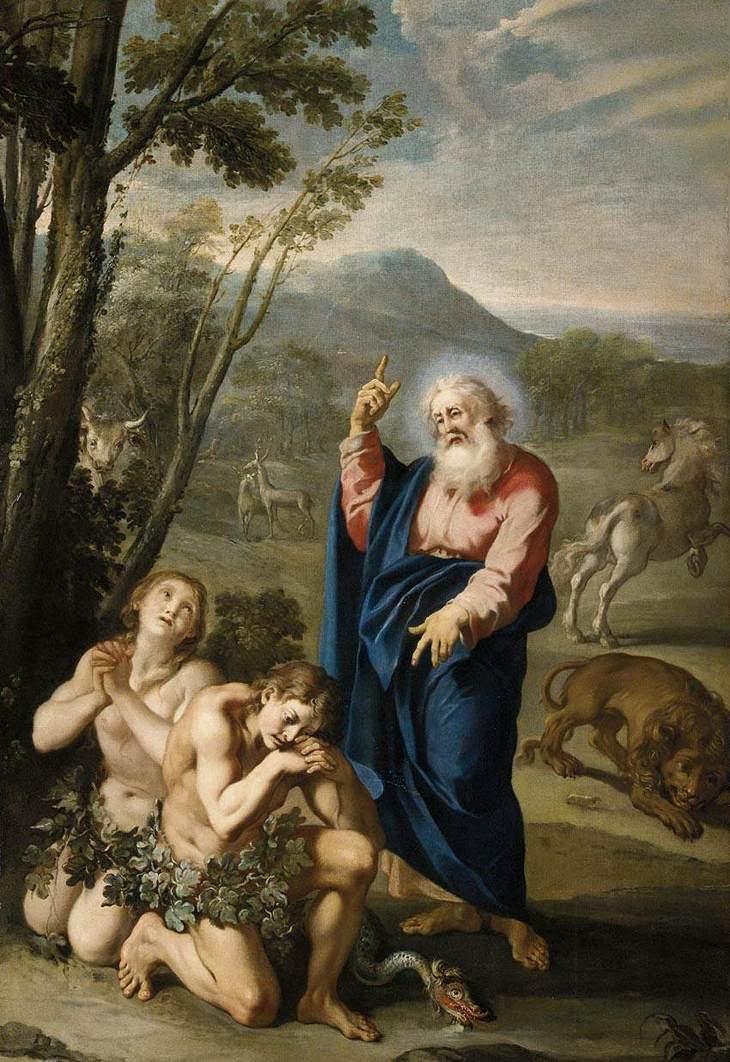
Изгнание Адама и Евы из Рая. Холст, масло. Частное собрание
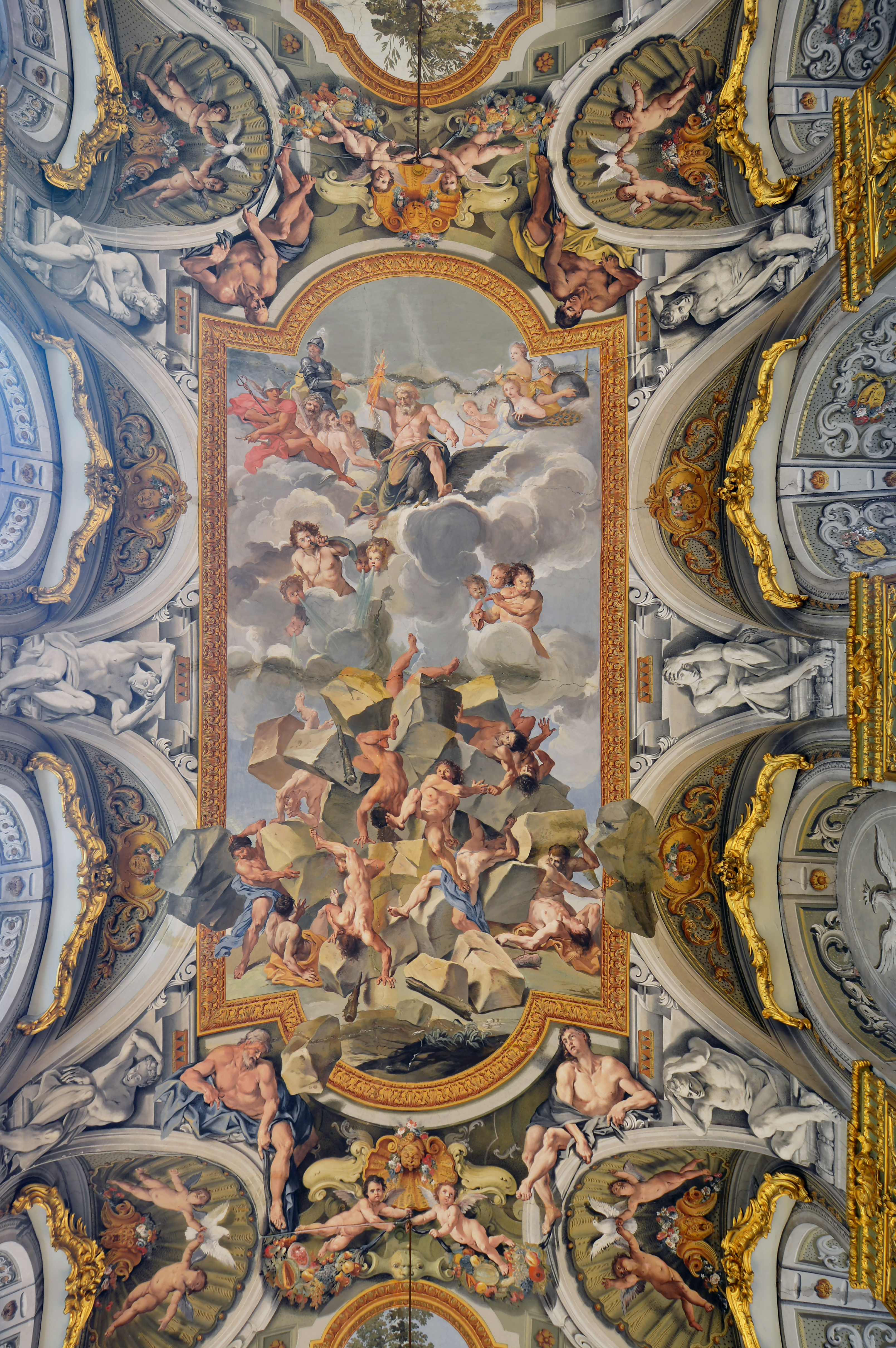
Роспись плафона Зеркальной галереи Палаццо Дориа-Памфили на Виа дель Корсо. 1733. Рим
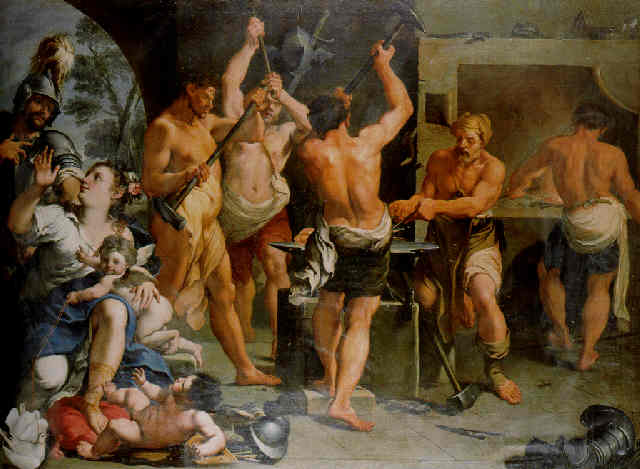
Венера и Марс в кузнице Вулкана
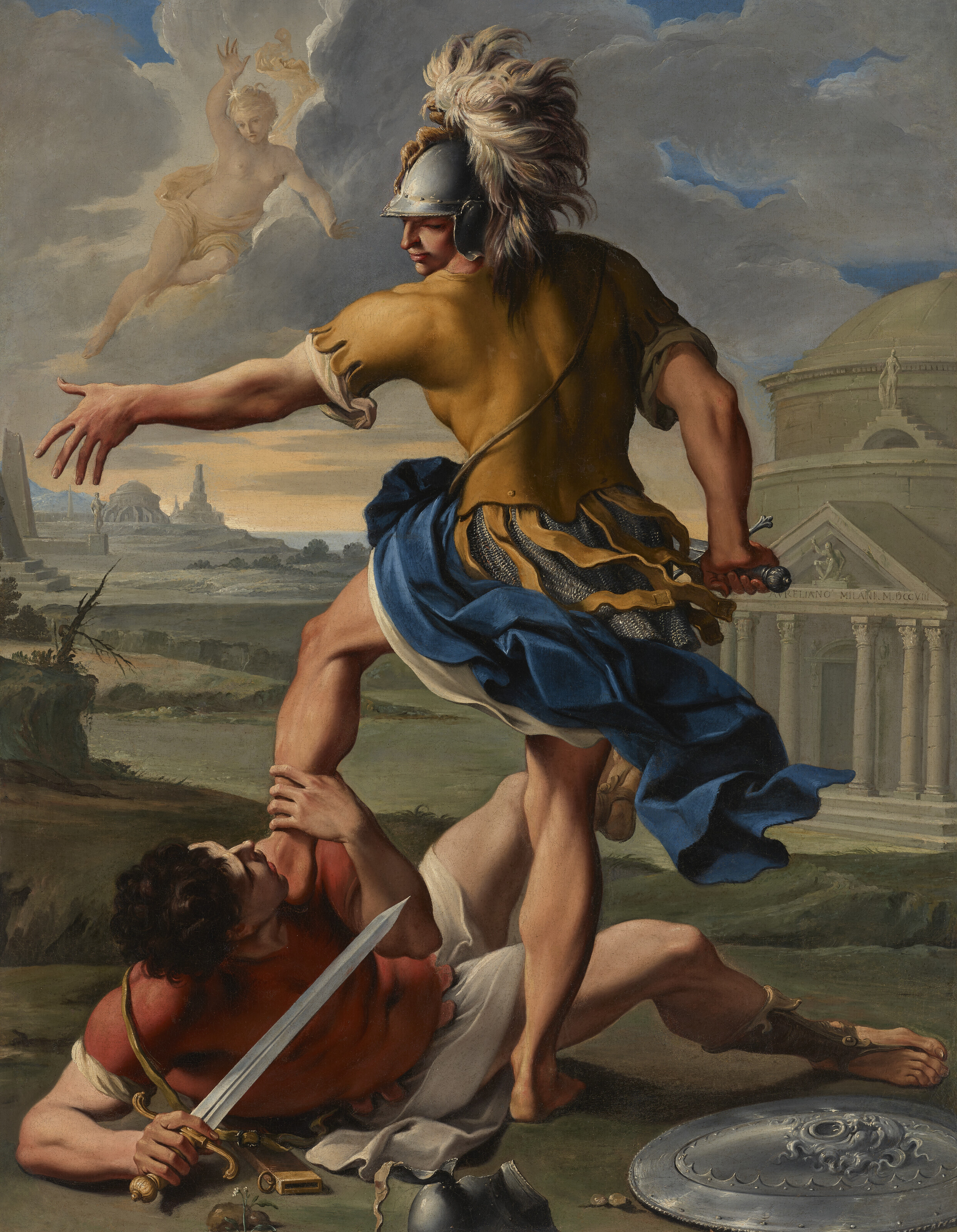
Битва Энея и Турна. 1708. Холст, масло. Частное собрание
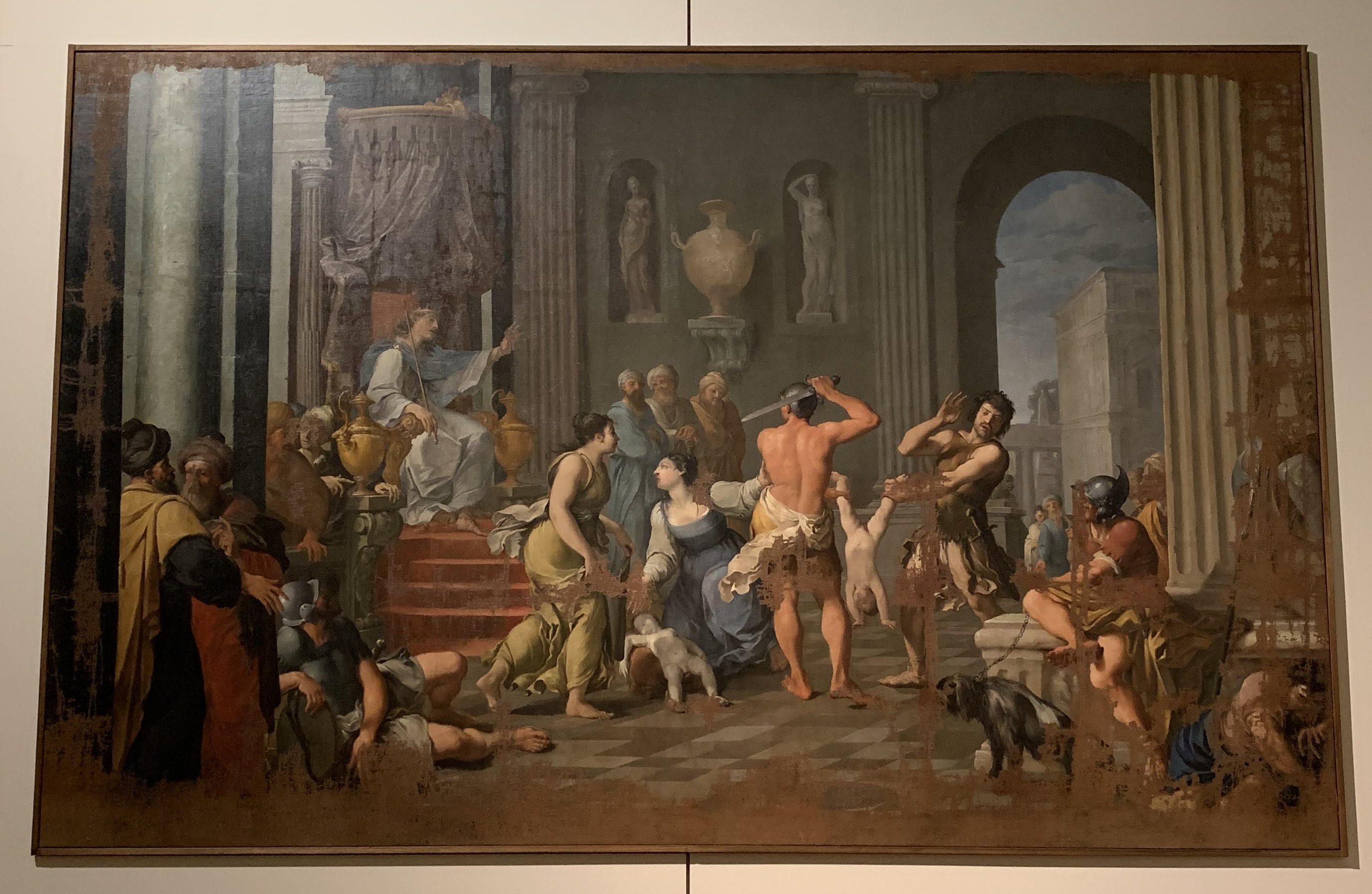
Суд Соломона. Палаццо Фарнезе, Пьяченца